# Eiskunstlauf-Europameisterschaften 2026
Die 117. Eiskunstlauf-Europameisterschaften sollen vom 12. bis 18. Januar 2026 in der britischen Stadt Sheffield stattfinden. Am 12. Oktober 2022 vergab die Internationale Eislaufunion (ISU) in Lausanne die EM an Sheffield. Sheffield ist nach 2012 zum zweiten Mal Schauplatz der Titelkämpfe. Wie 2012 sollen die Wettbewerbe in der Sheffield Arena ausgetragen werden.